# MC Nordstern Stralsund

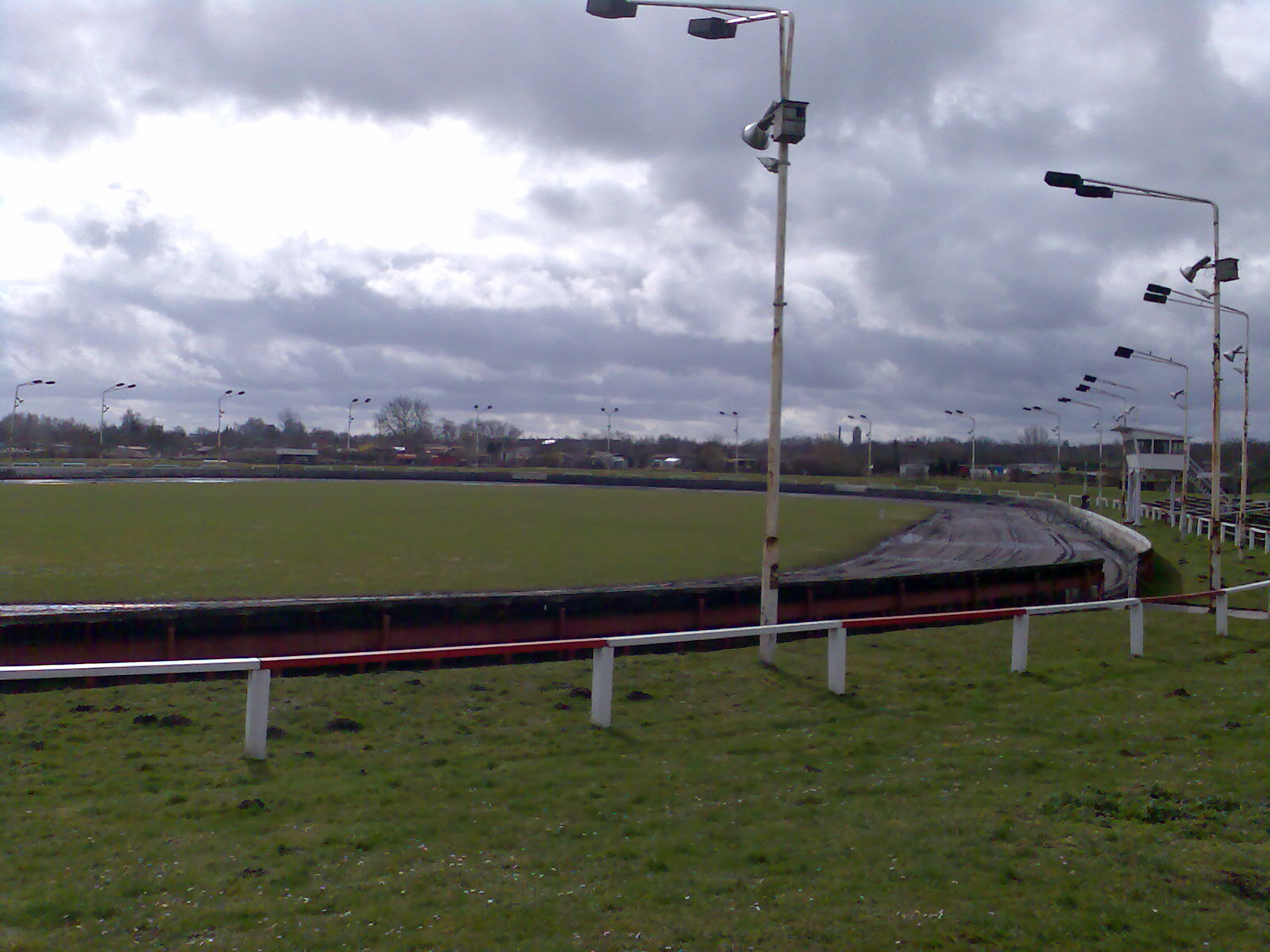
Das Paul-Greifzu-Stadion

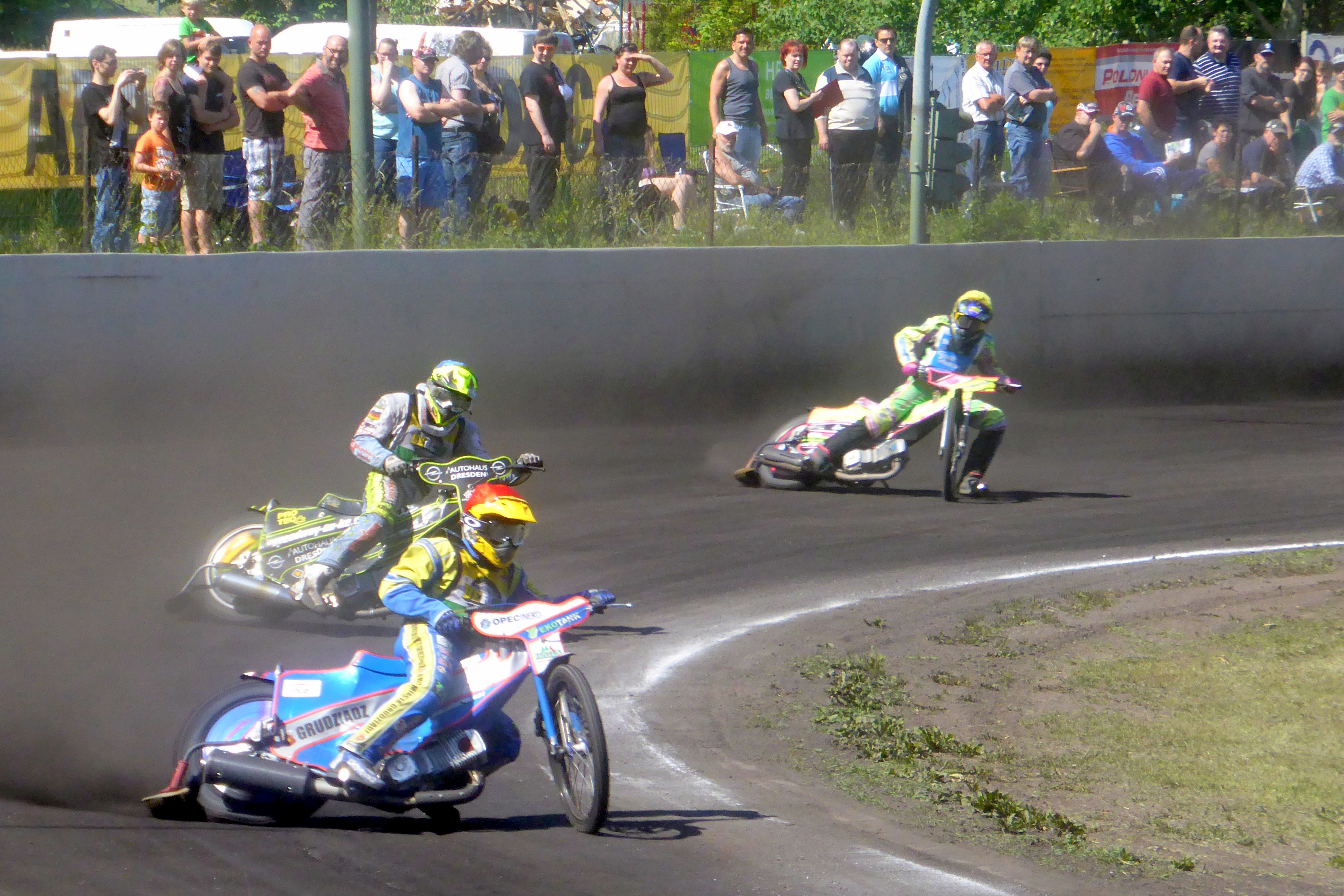
Speedway-Bundesliga 2015: Wolfslake Falubaz Berlin gegen Stralsund

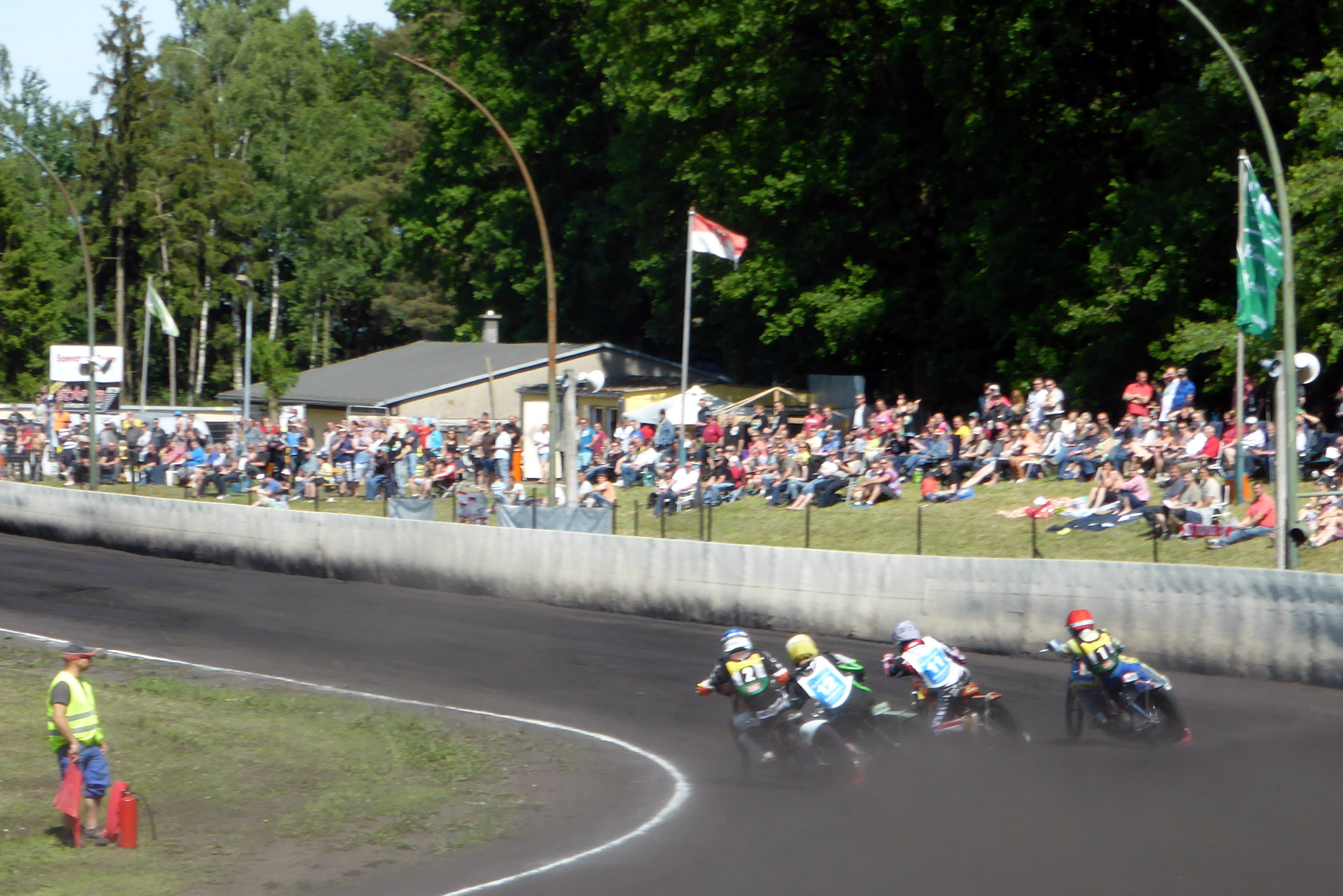
Speedway-Bundesliga 2015: Wolfslake Falubaz Berlin gegen Stralsund

Der MC Nordstern Stralsund ist ein Motorsportverein aus Stralsund. Der Verein hat sich vor allem auf den Speedwaysport spezialisiert und hat zurzeit 62 Mitglieder. Von 2004 bis 2006 war der MC Nordstern in der Speedway-Bundesliga vertreten. Dort wurde in der Saison 2005 das Finale um die Deutsche Meisterschaft erreicht. Stralsund wurde letztendlich vierter. Außerdem nahm der MC Nordstern Stralsund 2010 und 2011 an der Speedway-Bundesliga teil.
Der MC Nordstern Stralsund wurde im April 1958 mit 150 Mitgliedern gegründet. Am 4. Mai 1958 wurde das erste Rennen vor 20.000 Zuschauern im gerade erst erbauten Paul-Greifzu-Stadion ausgetragen. Das Stadion gehört heute zum Verein und fasst maximal 16.000 Zuschauer.
Der Verein richtet seit 1968 den Ostseepokal, einen Speedway-Team-Vergleich, und den Stralsunder Nikolauspokal aus. Zudem lag die Organisation und die Durchführung der U-19-Europameisterschaft im Speedway 2008 in den Händen des MC Nordstern. 2009 war er Ausrichter eines Viertelfinals zur Speedway-Europameisterschaft sein. 2010 hat der MC Nordstern das Paar-EM-Finale der Speedway-Senioren veranstaltet. 2011 standen die Clubfahrer Tobias Busch, Mathias Schultz und Roberto Haupt im Aufgebot der deutschen Speedway-Nationalmannschaft und stellte damit zum Team-WM-Halbfinale zwei Drittel der Mannschaft.